# Os Eunucos
Os Eunucos é um EP de José Afonso, editado a partir do LP Traz Outro Amigo também, lançado em 1970.

## Faixas
Todas as músicas compostas por José Afonso.
| N.º | Título                 | Letras         | Duração |  |
| 1.  | "Os Eunucos"           | José Afonso    |         |  |
| 2.  | "Verdes são os Campos" | Luís de Camões |         |  |
| 3.  | "Avenida de Angola"    | José Afonso    |         |  |
| 4.  | "Cantiga do Monte"     | José Afonso    |         |  |